# Мариупольский морской торговый порт
Мариу́польский морско́й торго́вый порт (укр. Маріупольський морський торговельний порт) — порт на побережье Азовского моря, один из пяти крупнейших в Украине. Порт оснащён ледоколом и ледокольными буксирами, что делает его работу независимой от зимних погодных условий. В последние годы[какие?] тут реконструированы морвокзал и прилегающие территории, оборудованы специализированные помещения для пограничной, таможенной, карантинной служб. В ближайшее время планируется открытие пассажирского и грузового сообщения с Турцией, Грецией, Италией и другими средиземноморскими странами.
И. о. директора — Игорь Барский.

## История

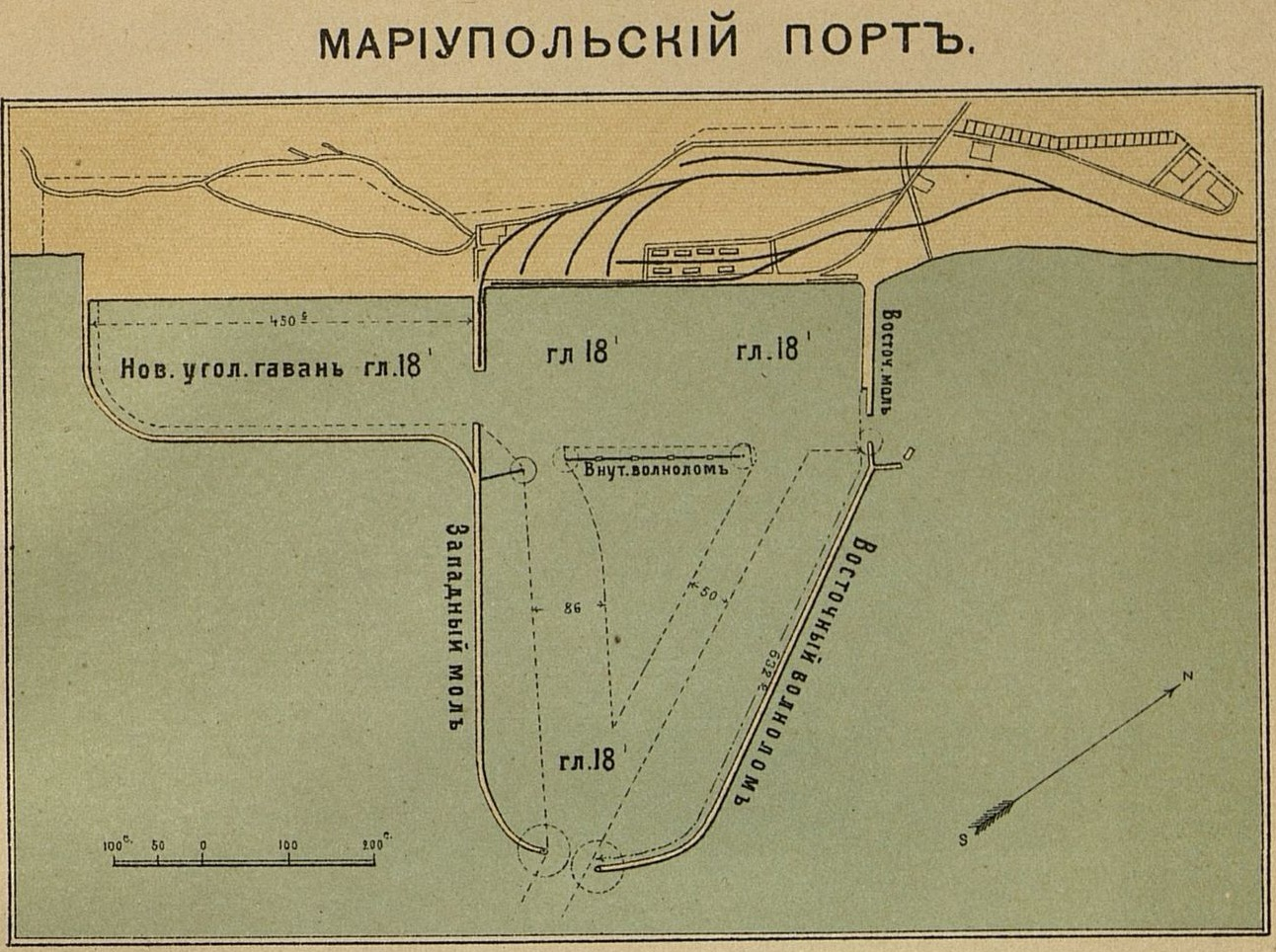
Схема порта в начале 1900-х годов

9 июня 1808 года российский император Александр I подписал указ о создании в Мариуполе портового управления и карантинной заставы. Рождение Мариупольского порта было логическим продолжением бурного развития промышленности юга России во второй половине XIX века.
В 1886 году в пяти километрах от города у Зинцевой балки
началось строительство нового Мариупольского морского порта.
За три года было построено три мола и два волнолома (общая длина более 3 км), набережная (850 м), углублена гавань до 14 футов (4,26 м), проложено мощёное шоссе от города к порту, продлена железная дорога от станции Мариуполь к порту (3,35 версты) и на территории порта (3,46 версты), построены различные портовые сооружения, установлено погрузочно-разгрузочное оборудование.
2 сентября 1889 года состоялось торжественное открытие Мариупольского порта — на набережную порта было подано 18 вагонов, гружённых углём. Эта дата считается началом эксплуатации порта, который имел огромное значение для страны. По объёму ассигнований в период 1867—1904 годов Мариупольский порт, не имевший военного назначения, занимал третье место в России.
13 июня 1907 года рабочие Мариупольского порта начали забастовку. Забастовка была подавлена войсками.
13 июня 1920 года в порту открылся клуб моряков.

## Описание

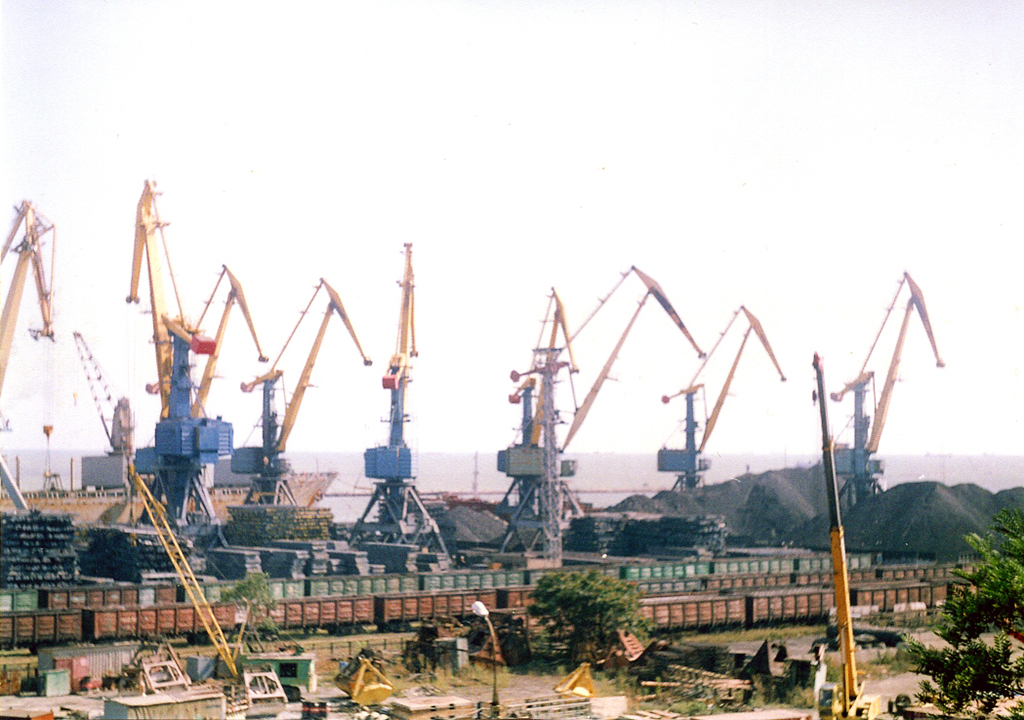
Порт в 2006 году

Мариупольский порт — наиболее крупный и оснащённый порт Азовского моря.
Акватория порта включает в себя внутренний и внешний рейды, а также подходные каналы Угольной гавани и порта Азовсталь. Внутренний рейд состоит из аванпорта, Угольной, Хлебной и Западной гаваней. Рейд защищён от волнения Северным, Южным, Восточным и Западным молами и Оградительной дамбой. На внешнем рейде имеются три района якорных стоянок судов.
Ширина прибрежной отмели в районе порта достигает 4,3 мили. Входить в порт можно только по каналам, главным из которых является подходной канал Угольной гавани, ведущий через прибрежную отмель в южную часть Западной гавани. Длина канала 9,4 мили, ширина 100 м.
Порт способен принимать суда длиной до 240 м. Паспортная глубина акватории порта и подходного канала Угольной гавани составляет соответственно 9,75 м и 9,15 м.

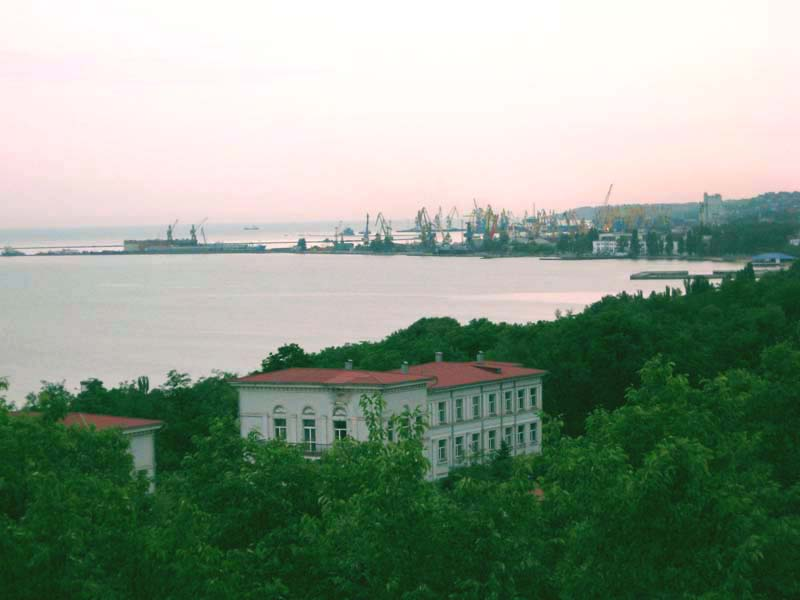
Вид на порт из Приморского парка

Через Волго-Донской канал, Мариинскую систему и Беломорско-Балтийский канал порт связан с Каспийским, Балтийским и Белым морями, а через Керченский пролив — с Чёрным морем.
Территория порта составляет 67,6 га. Длина причальной линии — 3,2 км. Порт обеспечивает переработку навалочных, насыпных, генеральных, тяжеловесных, негабаритных, наливных грузов, контейнеров, других грузов.
Тяжеловесные, негабаритные грузы перегружаются с помощью плавкранов грузоподъёмностью 100 и 150 т.
Порт имеет специальный полигон для приёма судов-лихтеровозов, что позволяет производить их погрузку-выгрузку на закрытой акватории порта. Порт переваливает мазут по варианту «борт-борт», обеспечивая экологическую безопасность этих работ.
Выгрузка и погрузка рефрижераторных грузов, опасных грузов соответствующих классов, удобрений насыпью производится по прямому варианту.
Специализированный углепогрузочный комплекс позволяет перерабатывать до 5 млн т угля в год. Он оборудован вагоноопрокидывателями, конвейерными линиями, выгрузочными и погрузочными машинами, размораживателями вагонов.
Высокопроизводительный контейнерный терминал обеспечивает скоростную обработку контейнеровозов и доставку 20- и 40-футовых контейнеров по варианту «от двери до двери». Пропускная способность терминала — до 50 тыс. TEU в год.
Введён в эксплуатацию комплекс международных морских грузопассажирских сообщений площадью 2,1 га, пропускной способностью 130 человек в рейс.
В порту имеется автобаза, позволяющая осуществлять дальние и зарубежные перевозки.
Организованы регулярные грузопассажирские перевозки в Турцию, Грецию, Израиль.
По соглашению, подписанному администрациями Мариуполя и греческого города Кавала, планируется организовать регулярные грузопассажирские перевозки и впоследствии открыть паромную переправу между Мариуполем и Кавалой. Оба города входят в состав Черноморского клуба приморских городов, цель которого — взаимная поддержка во имя устойчивого развития.